# Ricardo Horno Alcorta
Ricardo Horno Alcorta (Illueca, 4 de octubre de 1883 - Zaragoza, 15 de abril de 1948) fue un médico, periodista, brevemente alcalde de Zaragoza y político español. 

## Biografía
En el internado estudió medicina en 1900, obteniendo el título en 1906. Su primer destino fue Lecumberri y en El Burgo de Ebro.
Casado en 1909 fija su residencia en Zaragoza ejerciendo como médico Hospital de Nuestra Señora de Gracia, doctorándose en 1911 por la Universidad de Madrid. Tras una estancia en Cádiz, vuelve a Zaragoza como profesor hasta 1932.
Fundador del Sanatorio de Nuestra Señora del Carmen, tuvo a su cargo el área de Obstetricia y Ginecología.
El 27 de octubre de 1929 fue admitido en la Real Academia de Medicina reemplazando a Luis del Río y Lara, con el discurso de aceptación sobre El Cáncer en el momento actual. Llegó hasta vicepresidente en 1937, y ascendió a presidente el 23 de diciembre de 1943.
Cooperante de varias sociedades científicas, sobre todo en la investigación de la Ginecología y Obstetricia; tanto regionales, como internacionales. Por su interés periodístico, participó en varias publicaciones médicas, incluso creando la revista Clínica y Laboratorio en 1905. Dicha revista se publicó hasta 1912, y nuevamente desde 1923 hasta 1966. Participante de numerosas asociaciones de prensa, sus artículos superan el centenar.
Como político, perteneció al Partido Liberal-Conservador progresando desde diputado provincial por Calatayud, pasando por delegado regio en Zaragoza, hasta concejal y alcalde en 1920, puesto desde el que fomentó las obras de pavimentación, reorganización de la beneficencia municipal y construcción de la sede de Correos.
Fue el padre de Mariano Horno Liria, que también fue médico y alcalde de Zaragoza.
En reconocimiento a su figura, existe una céntrica calle en Zaragoza con su nombre.